# Trapholt
Trapholt Museum voor Moderne Kunst is een Deens museum voor moderne kunst annex tuin met uitzicht op de Koldingfjord te Kolding. Het museum is in 1988 geopend en heeft een vaste collectie van beeldende en toegepaste kunst. Aan het museum is een museumlandschap toegevoegd met installaties in de natuur.

## Kunst in het museum
Het museum bevat een uitgebreide verzameling Deense beeldende kunst waaronder de collectie van Franciska Clausen, de schenking van Richard Mortensen. Daarnaast zijn er ook designmeubels, handwerk, keramiek en textiel. Er is een bibliotheek voor onderzoeksdoeleinden aanwezig met exclusieve artikelen over Deense ontwerpers.

## Ontstaan en groei van het museumlandschap
Het 3 ha grote terrein werd begin jaren dertig aangekocht door Gustav en Helene Lind, die Carl Th. Sörensen opdroegen hiervoor een landschapsontwerp te maken. Zijn uitgangspunt kwam hier op neer: een tuin moet een door begroeiing gevormde ruimte worden om er in te verblijven en waar men zich kan ontspannen. Als bronnen wendde hij de natuur en de kunst aan: het Deense boerenland (weiden, bloemendekens over het groene veld, kleine bospartijen) en de visuele avant-garde van die tijd (abstracte vormen van het Russische constructivisme en de dynamische lijnen van het Italiaanse futurisme). De verrassend mooie ligging aan de Koldingfjord wordt goed uitgebuit in het ontwerp.

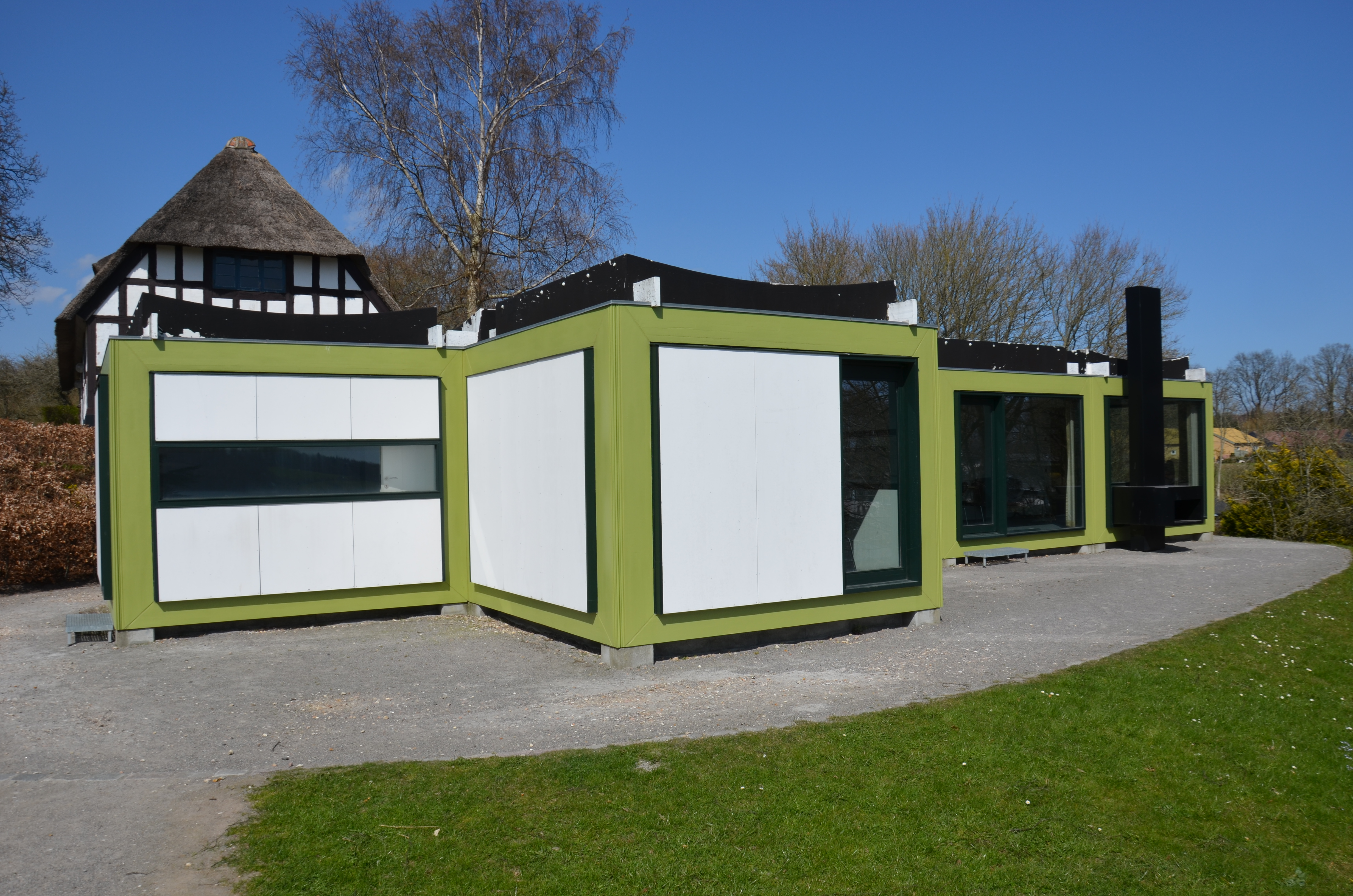
Kubeflex zomerhuis

In het landschap bevinden zich sculpturen van de Deen Lars Ravn, het functionele werk De lange muur van Finn Reinbothe en architect Boye Lundgaard. Het werk is geïnspireerd op Running fence (1972-76) van Christo. De muur van Trapholt is verder nog een bewoonbaar sculptuur.

Een bijzonder kunstwerk in deze landelijke omgeving is het zomerhuis van architect Arne Jacobsen, een ontwerp uit 1969-1970. Het bestaat uit kubussen, die naar behoefte kunnen worden geschakeld.